# Oblivians
Oblivians waren eine Garage-Rock-Band aus Memphis, Tennessee in den 1990er Jahren. Ihre Musik ist eine Mischung aus Punk-Rock, Rockabilly, Rhythm ’n’ Blues und auch Gospel seit "... Play 9 Songs with Mr Quintron", ihrem letzten Album vor der Auflösung (1998). 

## Geschichte
Die Band bestand aus Greg Oblivian (Greg Cartwright), Jack Oblivian (Jack Yarber) und Eric Oblivian (Eric Friedl). Das Konzept, ihren Bandnamen als Nachnamen zu verwenden, übernahmen sie von den Ramones. Die Band spielte in der Besetzung zwei Gitarren, Schlagzeug und Gesang, wobei alle drei Mitglieder sich die Pflichten teilten, auch während ihrer Auftritte. Jeder spielte mal Gitarre, mal Schlagzeug, auch den Lead-Gesang übernahmen sie abwechselnd. 
Greg und Jack Oblivian spielten auch zusammen in der Band The Compulsive Gamblers, einer eher konventionellen Garagenrock/Rhythm'n'Blues-Band.
Eric Oblivian gründete sein eigenes Label Goner Records.
Im Jahr 2009 kamen The Oblivians nach diversen Reunion-Shows seit ihrer Trennung zusammen und tourten als Co-Headliner mit The Gories – die sich ebenfalls wieder zusammenfanden – in Europa. Weitere Shows wurden für das Jahr 2010 in den Vereinigten Staaten gebucht. Im Jahr 2013 erschien in gleicher Besetzung das Album "Desperation". Die Band tourt im Herbst 2013 in den USA.

## Diskografie
Singles
- Call the Shots EP 7" (Goner Records, 2Gone, 1993)
- Sunday You Need Love 7" (Crypt, CR-044, 1994)
- Now for the Hard of Hearing from ... "Blow Their Cool EP" 7" (Estrus, ES 756, 1994)
- Static Party EP 7" (In the Red, ITR 018, 1994)
- Go!Pill-Popper! 7" (Drug Racer, 001, 1996)
- Strong Come On 7" (Crypt, CR-053, 1996)
- Kick Your Ass 7" (Sympathy for the Record Industry, SFTRI 412, 1996)

Alben
- Never Enough 10" (Sympathy for the Record Industry, SFTRI 304, 1994)
- Soul Food LP/CD (Crypt, CR 055, 1995)
- Live in Atlanta LP (Negro Records 001, 1995)
- Six of the Best 10" (Sympathy for the Record Industry, SFTRI 383, 1995)
- The Sympathy Sessions CD (Sympathy For The Record Industry, 1996, SFTRI 406)
- At Melissa's Garage 10", Walter Daniels plays with Monsr. Jeff Evans & the Oblivians (Undone, 1995, udr0008)
- Popular Favorites LP/CD (Crypt, 1996, CR-65)
- ... Play 9 Songs with Mr Quintron LP/CD (Crypt, 1997)
- Rock'n'Roll Holiday – Live in Atlanta LP/CD (Re-Release) (Sympathy for the Record Industry, SFTRI 719)
- The Best of the Worst '93-'97 DoLP/CD (Sympathy for the Record Industry, SFTRI 584, 1999)
- Desperation LP+Download-Code/CD (In the Red, ITR 238, 2013)

Soloalben
- Greg Oblivian & the Tip-Tops
  - Head Shop LP/CD (Sympathy for the Record Industry, SFTRI 513)

- Jack Oblivian
  - American Slang 12" EP/CD (Sympathy for the Record Industry, SFTRI 475 1997)
  - So Low LP/CD (Sympathy for the Record Industry, SFTRI 535)

## Hörbeispiele
- No Reason To Live (aus Soul Food) (MP3; 833 kB)
- Christina (aus Popular Favorites) (MP3; 1,2 MB)
- I Don't Wanna Live Alone (aus ... Play 9 Songs with Mr Quintron) (MP3; 1,2 MB)